# Бхуми
Бхуми се наричат десетте нива, през които преминава един бодхисатва от освобождението докато достигне пълното и съвършено просветление или състоянието на буда. В текстовете се говори за две була покриващи непросветления ум, които му пречат да види своята съвършена природа. Първо е булото на смущаващите чувства (санскр. клеша), възникващи от невежеството, привързаността и отблъскването и всички техни комбинации, които текстовете определят на 84 000. Разтварянето на този първи воал се нарича освобождение. Десетте нива на бодхисатва маркират етапите от разтварянето на втория воал – закостенелите идеи относно света и явленията. Ето определението на Гампопа за бхуми: мъдростта – осъзнатост подкрепена от задълбоченост, чрез която умственият поток на практикуващия директно осъзнава пустата природа на всички явления. На всяко ниво се изграждат всичките добри качества, необходими за следващото.

## Десетте бодхисатва бхуми
1. Първо бхуми: Великата радост.
2. Второ бхуми: Неопетненото.
3. Трето бхуми: Сияещото.
4. Четвърто бхуми: Светлото.
5. Пето бхуми: Много трудното за практикуване.
6. Шесто бхуми: Очевидно превъзходното.
7. Седмо бхуми: Отиващото далеч.
8. Осмо бхуми: Непоклатимото.
9. Девето бхуми: Добрата различаваща мъдрост.
10. Десето бхуми: Облака на дхарма.

Те са десет, защото на всяко от тях отговаря специфична основна практика и това са десетте парамити.